# Limnophila elegans
Espèce
Limnophila elegans est une espèce fossile d'insectes diptères de la famille des Limoniidae et du genre Limnophila.

## Classification
L'espèce Limnophila elegans est décrite en 1937 par le paléontologue français Nicolas Théobald (1903-1981) dans sa thèse,. 

### Fossiles
Le spécimen holotype échantillon 6 de la collection de l'Institut géologique de Marseille vient des calcaires en plaquette de la localité de Camoins-les-Bains à Marseille. Il a un cotype l'échantillon 8 de la même collection et de la même provenance.

### Étymologie
L'épithète spécifique elegans signifie en latin « élégant ».

## Description

### Caractères
La diagnose de Nicolas Théobald en 1937, : 

« Petit Insecte brunâtre. Tête subtriangulaire, front allongé, yeux non visibles, antennes longues, grand nombre de segments homonomes ; l'antenne gauche est cassée, le fragment est placé au dessous de la tête ; tête inclinée par rapport au thorax. Thorax fortement bombé. Abdomen allongé ; sept segments ; tergites de teinte plus sombre que les sternites ; apex arrondi ; couvert de nombreux poils fins. Pattes grêles, velues, cils plus longs sur fémur et tibia, tarses fins et longs. Ailes manquent. ».

### Dimensions
La longueur de l'insecte est de 3 mm et la longueur de l'abdomen de 2 mm.

### Affinités
« L'échantillon avait été étiqueté Praesepsis minutus par le Dr Abeille de Perrin. Mais les antennes montrent d'une façon certaine qu'il s'agit d'un diptère Nématocère et non d'un Sepsinae ; la conformation des pattes exclut aussi une pareille position. 
En l'absence d'ailes, la détermination ne peut être faite avec soin. Nous avons provisoirement rangé cet échantillon dans les Limnophilini. ».

## Galerie
- Quelques espèces vivantes du genre Limnophila.
- Limnophila pictipennis.
- Limnophila rufibasis.
- Limnophila schranki.

### Publication originale
- [1937] Nicolas Théobald, « Les insectes fossiles des terrains oligocènes de France 473 p., 17 fig., 7 cartes,13 tables, 29 planches hors texte », Bulletin Mensuel de la Société des Sciences de Nancy et Mémoires de la Société des sciences de Nancy, Imprimerie G. Thomas,‎ 1937, p. 1-473 (ISSN 1155-1119 et 2263-6439, OCLC 786027547). .